# Lactobacillus
Lactobacillus ist eine Gattung von grampositiven, meist stäbchenförmigen Bakterien aus der Familie der Lactobacillaceae. Das Wort wird „eingedeutscht“ auch Laktobazillus (Plural: Laktobazillen) geschrieben. Lactobacillus gehört zusammen mit anderen Bakteriengattungen zu den Milchsäurebakterien; sie alle erzeugen durch Gärung Milchsäure.
Lactobacillus-Arten sind wichtig für die Lebensmittelindustrie. Sie werden für die Herstellung von Milchprodukten und Bierspezialitäten wie Berliner Weiße und Leipziger Gose genutzt. Den Menschen selbst fügen sie als opportunistische Krankheitserreger mit Ausnahme von immunsupprimierten Patienten, in der Regel keinen Schaden zu, sie sind apathogen.
Bezüglich ihrer Merkmale bilden die Vertreter der Gattung Lactobacillus keine einheitliche Gruppe, daher werden einzelne Arten in Untergruppen zusammengefasst. Innerhalb der Systematik lässt sich beobachten, dass einzelne Arten neu hinzukommen oder nicht mehr der Gattung angehören. Dies führte 2009 zu einer erweiterten Beschreibung der Gattung; 2020 wurde die Gattung Lactobacillus in 25 Gattungen aufgeteilt. Die Gattungen sind unten aufgeführt, die neuen Gattungsnamen können auch bei www.lactobacillus.ualberta.ca oder www.lactobacillus.uantwerpen.be abgefragt werden. Die Bezeichnung „Laktobazillen“ wird weiterhin für alle Organismen verwendet, die bis 2020 der Gattung Lactobacillus angehörten.

## Herkunft der Bezeichnung
Der Gattungsname verweist auf Vorkommen und Erscheinungsbild, lactis aus dem Lateinischen steht für „Milch“ und bacillus (Lat.) bedeutet „kleiner Stab“, Laktobazillus ist folglich ein stäbchenförmiges Bakterium in der Milch.

## Merkmale

### Erscheinungsbild
Lactobacillus gilt als typische Gattung für ein Milchsäurebakterium. Bei den Vertretern der Gattung handelt es sich um grampositive Bakterien, sie bilden keine Überdauerungsformen wie Endosporen und sind nicht zur aktiven Bewegung fähig. Die Arten von Lactobacillus sind überwiegend stäbchenförmig, die Zellen kommen einzeln oder in Ketten vor. Es können aber auch kokken-förmige Varianten auftreten. Nach der Zuordnung verschiedener Arten, die zunächst in anderen Gattungen klassifiziert wurden, gibt es nun unter den Laktobazillen auch einige Kokken sowie Bakterienformen zwischen Kokken und Stäbchen.
Auf festen, kohlenhydrathaltigen Nährböden wachsen die Zellen zu Kolonien heran, die bei den Laktobazillen typischerweise recht klein sind. Bei C. paralimentarius liegt der Durchmesser der Kolonien beispielsweise zwischen 0,8 und 1,5 mm.

### Wachstum und Stoffwechsel
Als Vertreter der Milchsäurebakterien wachsen Laktobazillen anaerob, aber aerotolerant, d. h., sie wachsen in der Anwesenheit von Luftsauerstoff, benötigen aber keinen Sauerstoff für ihren Stoffwechsel. Dabei sind sie Katalase-negativ und Oxidase-negativ. Sie sind jedoch in der Lage, Cytochrome zu bilden, wenn sie auf Nährböden kultiviert werden, die Hämine oder Blut enthalten. In diesem Fall zeigen sie dann eine positive Reaktion im Oxidase-Test. Bei Lactobacillus findet man jedoch auch einige Arten, die absolut keinen Sauerstoff tolerieren. Weiterhin ist ein für Laktobazillen typisches Kennzeichen der Bedarf an komplexen Wachstumsfaktoren und Aminosäuren bei der Kultivierung.
Die zur Kultivierung geeigneten Temperaturen liegen für die meisten Arten im Bereich von 30–40 °C, somit zählt Lactobacillus zu den mesophilen Organismen. Manche Lactobacillus-Arten wachsen auch noch gut bei 45 °C, diese Tendenz zur Thermophilie wird zur Unterteilung der Gattung verwendet und ist für den Einsatz in der Lebensmittelindustrie von Bedeutung. Der optimale pH-Wert für das Wachstum liegt bei einem leicht sauren pH-Wert (pH 5 bis 6), wobei auch saure pH-Werte bis pH 4 toleriert werden. Durch die produzierte Milchsäure sinkt der pH-Wert des Nährmediums, sofern keine puffernden Zusätze enthalten sind. Dabei produzieren einige Lactobacillus-Arten in kohlenhydratreichen Nährmedien bis zu 2,3 % Milchsäure.

#### Milchsäuregärung
Laktobazillen können in einer Fermentation verschiedene Kohlenhydrate zur Energiegewinnung verwerten. Kennzeichen einer Fermentation (Gärung) ist, dass die Substrate ohne Sauerstoff abgebaut werden. Das für Milchsäurebakterien typische Produkt bei der Fermentation ist die Milchsäure, folglich wird dieser Stoffwechselweg als Milchsäuregärung bezeichnet. Man unterscheidet zwischen homofermentativen und heterofermentativen Arten. Homofermentative Gattungen, zu denen auch Lactobacillus gehört, produzieren aus Glucose durch Gärung praktisch ausschließlich Milchsäure. Heterofermentative Gattungen der Milchsäurebakterien bilden neben Milchsäure auch andere Endprodukte, meist Ethanol und Kohlenstoffdioxid, manchmal auch Essigsäure. Den heterofermentativen Organismen fehlt das Enzym Phosphofruktokinase, das geschwindigkeitsbestimmende Enzym der Glykolyse.

### Chemotaxonomische Merkmale
Viele Laktobazillen bilden Bacteriocine, giftige Proteine oder Peptide, die von Bakterien abgesondert werden und andere (konkurrierende) Bakterienarten töten oder deren Wachstum behindern. Bacteriocine, die von verschiedenen Lactobacillus-Arten gebildet werden, sind u. a. Lactacin-F und Bavaricin-A.
Lactobacillus wird zu den grampositiven Bakterien mit niedrigem GC-Gehalt (den Anteil der Nukleinbasen Guanin und Cytosin) in der Bakterien-DNA gezählt. Auch nach der taxonomischen Neuordnung ist die Gattung Lactobacillus bezüglich dieses Merkmals sehr heterogen; der GC-Gehalt des Genoms variiert zwischen 34 % und 50 %. Üblicherweise variiert der Gehalt an Guanin und Cytosin in der DNA innerhalb einer Bakteriengattung nicht so stark, dies bestätigt, dass die Laktobazillen nach wie vor eine eher heterogene Gruppe bilden.

## Vorkommen
Außer in Milch und Molkereiprodukten bilden Arten von Lactobacillus einen Teil der natürlichen Darmflora von Menschen und vor allem im oberen Verdauungstrakt von Tieren. Laktobazillen wurden aus allen Teilen des Verdauungstraktes von Menschen isoliert, einschließlich des Magens.
Die früher zu den Laktobazillen zählende Art Bifidobacterium bifidum kommt im Darm von Erwachsenen und (mit Muttermilch ernährten) Säuglingen vor. Das obligat anaerobe Bakterium ist ein wichtiger Bestandteil der Darmflora. Der Begriff Bifidus-Flora steht im Allgemeinen für die Gesamtheit der verschiedenen Bifidobakterien-Arten im menschlichen Darm. Speziell wird hiermit die Darmflora von mit Muttermilch gestillten Säuglingen bezeichnet.
In Mägen verschiedener Tiere wie Mäusen, Schweinen und Ratten formen Laktobazillen Zellschichten, die mit den Epithelzellen des Magens verbunden sind. Im Verdauungstrakt von Schweinen treten vor allem Lactobacillus amylovorus, L. johnsonii und Limosilactobacillus reuteri auf. Weiterhin bilden einige Laktobazillen dichte Schichten am Epithel im Kropf von Vögeln, hierbei vor allem die Art L. salivarius.
Seit 2018, nach einer Studie an genetisch veränderten und dadurch speziell für die Autoimmunkrankheit Systemischer Lupus erythematodes anfälligen Mäusen, steht L. reuteri unter dem Verdacht, vom Verdauungstrakt in andere Organe (u. a. die Leber) migrieren und so die Autoimmunkrankheit auch beim Menschen auslösen zu können. Normalerweise stellt die Migration in andere Organe ein Ausschlusskriterium für die Anwendung von Probiotika dar. Allerdings ist noch ungeklärt, ob alle kommerziell erhältlichen L. reuteri-Stämme dieses Verhalten zeigen. So gibt es auch von E. coli pathogene und harmlose Stämme. Die Arbeitsgruppe, die die Studie durchführte, fand L. reuteri nicht nur in Leber, Milz und bestimmten Lymphknoten der deutliche Autoimmunreaktionen zeigenden Mäuse, sondern stellte auch bei menschlichen Lupus-Patienten ein Ungleichgewicht des Darmmikrobioms (erhöhter Anteil von L. reuteri im Stuhl) fest. Die Autoren der Studie empfehlen Betroffenen, resistente Stärke in die Ernährung einzubinden, um das Wachstum von L. reuteri im Darm zu hemmen und damit eine Migration der Bakterien verhindern.
Verschiedene Arten von Lactobacillus bilden die sogenannten Döderlein-Bakterien oder Döderlein’schen Stäbchen. Die Döderlein-Bakterien sind ein Teil der natürlichen Scheidenflora der Frau. Durch die Gärung erzeugen die Bakterien in der Scheide eine saure Umgebung und schützen so die Scheide vor anderen, krankheitserregenden Bakterien, die einen niedrigen pH-Wert nicht tolerieren. Zu den bei verschiedenen Untersuchungen am häufigsten bestimmten Arten zählen Lactobacillus crispatus, L. iners, L. gasseri und L. jensenii. Früher wurde Lactobacillus acidophilus als dominierende Art in der Scheidenflora von gesunden Frauen bestimmt.

## Systematik

### Äußere Systematik
Lactobacillus ist Typusgattung der Familie Lactobacillaceae und der Ordnung Lactobacillales. In der Familie sind aktuell (2021) 31 Gattungen zusammengefasst. Genetische und zellmorphologische Untersuchungen von Haakensen u. a. an der zunächst als Pediococcus dextrinicus klassifizierten Art zeigten, dass diese besser zu den Lactobacilli zugeordnet wird, neben der Umbenennung der Spezies in Lactobacillus dextrinicus führte dies 2009 auch zu einer erweiterten Beschreibung der Gattung Lactobacillus.

### Innere Systematik
Die Gattung Lactobacillus umfasst zahlreiche (44) Arten. Aktuell (2021) werden 314 Lactobacillaceae-Arten und Unterarten vom Leibniz-Institut DSMZ – Deutsche Sammlung von Mikroorganismen und Zellkulturen GmbH in der Prokaryotic Nomenclature up-to-date („Prokaryotische Nomenklatur auf dem aktuellen Stand“) aufgeführt. Diese Zusammenstellung umfasst alle gemäß dem Bacteriological Code gültig publizierten Namen und berücksichtigt die Validierungsliste des International Journal of Systematic and Evolutionary Microbiology. Bei weiteren Arten ist die Zuordnung zu anderen Gattungen vorgeschlagen.
Wegen der Vielfalt innerhalb der Gattung ist auch zukünftig damit zu rechnen, dass durch Reklassifizierung Arten neu hinzukommen oder nicht mehr der Gattung angehören, sowie dass neue Lactobacillus-Arten neu beschrieben werden. Die Lactobacillaceae sind die einzige Familie der Lactobacillales (Milchsäurebakterien) der sowohl homofermentative als auch heterofermentative Gattungen angehören:
| Merkmale                                 | Homofermentative Organismen | Heterofermentative Organismen |
| ---------------------------------------- | --- | --- |
| Milchsäuregärung                         | homofermentativ | heterofermentativ |
| Produkte der Milchsäuregärung            | Hexosen werden über Glykolyse fermentiert; Milchsäure ist das Hauptprodukt, Pyruvat-Format Lyase in vielen Gattungen exprimiert; Kohlenhydrat-Stoffwechsel Glucose-reprimiert keine Bildung von Gas aus Glucose („Plopp-Test“ negativ) | Hexosen werden über den Phosphoketolase-Weg fermentiert; Milchsäure, CO2 und Ethanol oder Acetat sind Hauptprodukte, keine Bildung von Gas aus Glucose; keine Pyruvat-Format Lyase, Kohlenhydrat-Stoffwechsel ist nicht Glucose-reprimiert; einige Arten verstoffwechseln keine Glucose, Bildung von Gas aus Glucose („Plopp-Test positiv“) |
| Einfluss der Temperatur auf das Wachstum | Wachstum bei 15 °C, Wachstum bei 45 °C variabel | Wachstum bei 45 °C, aber nicht bei 15 °C |
| Gattungen in den Lactobacillaceae        | Lactobacillus, Holzapfelia, Amylolactobacillus, Bombilactobacillus, Companilactobacillus, Lapidilactobacillus, Schleiferilactobacillus, Agrilactobacillus, Lacticaseilactobacillus, Latilactobacillus, Paralactobacillus, Loigolactobacillus, Ligilactobacillus, Liquorilactobacillus, Dellagliola, Pediococcus, Lactiplantilactobacillus | Levilactobacillus, Secundilactobacillus, Lentilactobacillus, Apilactobacillus, Fructilactobacillus, Acetilactobacillus, Limosilactobacillus, Paucilactobacillus, Furfurilactobacillus, Weissella, Fructobacillus, Convivina, Oenococcus, Leuconostoc                                                                                        |

Eine Auswahl der Arten von Lactobacillus:
- Lactobacillus Beijerinck 1901 emend. Haakensen et al. 2009
  - Lactobacillus delbrueckii (Leichmann 1896) Beijerinck 1901 (Typusart)
    - Lactobacillus delbrueckii subsp. bulgaricus (Orla-Jensen 1919) Weiss et al. 1984
    - Lactobacillus delbrueckii subsp. delbrueckii (Leichmann 1896) Weiss et al. 1984
    - Lactobacillus delbrueckii subsp. lactis (Orla-Jensen 1919) Weiss et al. 1984

  - Lactobacillus acidophilus (Moro 1900) Hansen et Mocquot 1970
  - Lactobacillus alimentarius (ex Reuter 1970) Reuter 1983
  - Lactobacillus amylolyticus Bohak et al. 1999
  - Lactobacillus amylovorus Nakamura 1981
  - Lactobacillus aviarius Fujisawa et al. 1985
  - Lactobacillus bifermentans (ex Pette et van Beynum 1943) Kandler et al. 1983
  - Lactobacillus brevis (Orla-Jensen 1919) Bergey et al. 1934
  - Lactobacillus buchneri (Henneberg 1903) Bergey et al. 1923
  - Lactobacillus casei (Orla-Jensen 1916) Hansen et Lessel 1971
  - Lactobacillus coryniformis Abo-Elnaga et Kandler 1965
  - Lactobacillus crispatus (Brygoo et Aladame 1953) Moore et Holdeman 1970 emend. Cato et al. 1983
  - Lactobacillus crustorum Scheirlinck et al. 2007
  - Lactobacillus curvatus (Troili-Petersson 1903) Abo-Elnaga et Kandler 1965 emend. Klein et al. 1996
  - Lactobacillus dextrinicus (Coster et White 1964) Haakensen et al. 2009
  - Lactobacillus fermentum Beijerinck 1901 emend. Dellaglio et al. 2004
  - Lactobacillus gasseri Lauer et Kandler 1980
  - Lactobacillus helveticus (Orla-Jensen 1919) Bergey et al. 1925
  - Lactobacillus hilgardii Douglas et Cruess 1936
  - Lactobacillus iners Falsen et al. 1999
  - Lactobacillus jensenii Gasser et al. 1970
  - Lactobacillus johnsonii Fujisawa et al. 1992
  - Lactobacillus kefiri corrig. Kandler et Kunath 1983,
  - Lactobacillus lindneri (ex Henneberg 1901) Back et al. 1997
  - Lactobacillus mali Carr et Davies 1970
  - Lactobacillus oryzae Tohno et al. 2013
  - Lactobacillus panis Wiese et al. 1996,
  - Lactobacillus parabuchneri Farrow et al. 1989,
  - Lactobacillus paracasei Collins et al. 1989
  - Lactobacillus paralimentarius Cai et al. 1999
  - Lactobacillus plantarum (Orla-Jensen 1919) Bergey et al. 1923
  - Lactobacillus reuteri Kandler et al. 1982
  - Lactobacillus rhamnosus (Hansen 1968) Collins et al. 1989
  - Lactobacillus rossiae corrig. Corsetti et al. 2005
  - Lactobacillus ruminis Sharpe et al. 1973
  - Lactobacillus sakei corrig. Katagiri et al. 1934 emend. Klein et al. 1996
  - Lactobacillus salivarius Rogosa et al. 1953 emend. Li et al. 2006
  - Lactobacillus sanfranciscensis corrig. (ex Kline et Sugihara 1971) Weiss et Schillinger 1984,
  - Lactobacillus selangorensis (Leisner et al. 2000) Haakensen et al. 2011

### 23 neue Gattungen seit 2020
| Gattung                 | Bedeutung des Gattungsnamens                                                                             | Merkmale der Gattung |
| ----------------------- | --- | --- |
| Lactobacillus           | Stäbchenförmige Bakterien aus Milch                                                                      | Typ-Spezies: L. delbrueckii. Homofermentativ, stammabhängige Fermentation von Pentosen, thermophil, Vancomycin-sensitiv, angepasst an das Intestinum von Wirbeltieren oder Insekten. |
| Holzapfelia             | Wilhelm Holzapfels Laktobazillen                                                                         | Typ-Spezies: H. floricola. Homofermentativ, Vancomycin-sensitiv, unbekannte Ökologie. |
| Amylolactobacillus      | Stärke abbauende Laktobazillen                                                                           | Typ-Spezies: A. amylophilus. Homofermentative, Vancomycin-sensitiv, exprimiert häufig extrazelluläre Amylasen, unbekannte Ökologie. |
| Bombilactobacillus      | Laktobazillen von Bienen oder Hummeln                                                                    | Typ-Spezies: B. mellifer. Homofermentativ, thermophil, Vancomycin-resistent, kleine Genomgröße, kommt in Bienen und Hummeln vor. |
| Companilactobacillus    | Kumpel-Laktobazillus, der in Gesellschaft mit anderen Laktobazillen in Lebensmittelfermentationen wächst | Typ-Spezies: C. alimentarius. Homofermentativ, stammabhängiger Pentosefermentation, Vancomycin-resistent, unbekannte Ökologie |
| Lapidilactobacillus     | Laktobazillen von Steinen                                                                                | Typ-Spezies: L. concavus. Homofermentativ, stammabhängige Pentosefermentation, Vancomycin-resistent, unbekannte Ökologie. |
| Agrilactobacillus       | Laktobazillen vom Acker                                                                                  | Typ-Spezies: A. composti. Homofermentativ, aerotolerant und Vancomycin-resistent. Genomgröße, GC-Gehalt und der Ursprung der beiden Spezies in der Gattung legen einen freilebenden Lebensstil nahe. |
| Schleiferilactobacillus | Karl Heinz Schleifers Laktobazillen                                                                      | Typ-Spezies: S. perolens. Homofermentativ, Vancomycin-resistent, aerotolerant. Schleiferilactobacillus spp. haben relativ große Genome, fermentieren ein breites Spektrum von Zuckern. Schleifers Laktobazillen wurden als bierverderbende Organismen und aus verdorbenen Milchprodukten isoliert und bilden hohe Konzentrationen von Diacetyl. |
| Loigolactobacillus      | (Lebensmittel)-verderbende Laktobazillen                                                                 | Typ-Spezies: L. coryniformis. Homofermentativ, Vancomycin-resistent, mesophil oder psychrotroph. Freilebender Lebensstil. |
| Lacticaseibacillus      | Laktobazillen aus Käse                                                                                   | Typ-Spezies: L. casei. Homofermentativ, Vancomycin-resistent; viele Spezies fermentieren Pentosen; relativ resistent gegenüber oxidativem Stress. L. casei und verwandte Spezies haben einen nomadischen Lebensstil. |
| Latilactobacillus       | Weitverbreitete Laktobazillen                                                                            | Typ-Spezies: L. sakei. Homofermentativ, Vancomycin-resistent, mesophil, freilebender Lebensstil. Viele Stämme sind psychrotroph und wachsen unterhalb von 8 °C. |
| Dellaglioa              | Franco Dellaglios Laktobazillen                                                                          | Typ-Spezies: D. algidus. Homofermentativ, Vancomycin-resistent, aerotolerant und psychrophil. Unbekannte Ökologie. |
| Liquorilactobacillus    | Laktobazillen aus flüssigen Lebensmitteln                                                                | Typ-Spezies: L. mali. Homofermentativ, Vancomycin-resistent, bewegliche Organismen die vor allem aus flüssigen, pflanzen-assoziierten Quellen isoliert wurden. Viele Liquorilaktobazillen bilden EPS aus Saccharose und bauen Fruktan mit extrazellulären Fruktanasen ab. |
| Ligilactobacillus       | Vereinigende Laktobazillen                                                                               | Typ-Spezies: L. salivarius. Homofermentative, Vancomycin-resistent, die meisten Ligilaktobazillen sind an Wirbeltiere adaptiert und viel Stämme sind beweglich. Mehrere Stämme in der Gattung Ligilactobacillus exprimieren Urease um der Magensäure zu widerstehen. |
| Lactiplantibacillus     | Laktobazillen aus Pflanzen                                                                               | Typ-Spezies: L. plantarum. Homofermentativ, Vancomycin-resistent, nomadischer Lebensstil. Laktiplantibazillen fermentieren ein breites Spektrum von Zuckern; viele Stämme verstoffwechseln phenolische Säuren mit Esterasen, Decarboxylasen und Reduktasen. L. plantarum exprimiert Pseudokatalse und Nitrat-Reduktase. |
| Furfurilactobacillus    | Laktobazillen aus Kleie                                                                                  | Typ-Spezies: F. rossiae. Heterofermentativ, Vancomycin resistent, relativ große Genomgröße, fermentiert ein breites Spektrum von Zuckern; unbekannte Ökologie. |
| Paucilactobacillus      | Laktobazillen, die wenige Zucker fermentieren.                                                           | Typ-Spezies: P. vaccinostercus. Heterofermentativ, Vancomycin resistent, mesophil oder psychrotroph, aerotolerant, die meiste Stämme fermentieren Pentosen aber keine Disaccharide. |
| Limosilactobacillus     | Schleimige (Biofilm-bildende)-Laktobazillen                                                              | Typ-Spezies: L. fermentum. Heterofermentativ, thermophil, Vancomycin resistent. Mit zwei Ausnahmen sind Limosilaktobazillen an das obere Intestinum von Wirbeltieren adaptiert und bilden Exopolysaccharide mit Saccharose als Substrat. |
| Fructilactobacillus     | Laktobazillen, die Fruktose mögen                                                                        | Typ-Spezies: F. fructivorans. Heterofermentativ, Vancomycin resistent, mesophil, aerotolerant, kleine Genomgröße. Fructilaktobazillen sind an enge ökologische Nischen adaptiert die wahrscheinlich in Insekten, Blüten oder beiden zu finden sind. |
| Acetilactobacillus      | Laktobazillen aus Essig                                                                                  | Typ-Spezies: A. jinshani. Heterofermentativ, Vancomycin resistent, wächst zwischen pH 3 und 5, fermentiert Disaccharide und Zuckeralkohole aber keine Pentosen. |
| Apilactobacillus        | Laktobazillen aus Bienen                                                                                 | Typ-Spezies: A. kunkeei. Heterofermentativ, Vancomycin resistent, kleine Genomgröße, fermentiert nur wenige Zucker, an Bienen und/oder Blüten angepasst. |
| Levilactobacillus       | (Teig)-lockernde Laktobazillen                                                                           | Typ-Spezies: L. brevis. Heterofermentativ, Vancomycin resistent, mesophil oder psychrotroph, verstoffwechseln Agmatine zu Putrescin, freilebender Lebensstil. |
| Secundilactobacillus    | Zweite Sieger, die wachsen, nachdem andere Organismen Hexosen verbraucht haben                           | Typ-Spezies: S. collinoides. Heterofermentativ, Vancomycin resistent, mesophil oder psychrotroph, freilebender Lebensstil. An Substrate ohne Hexosen angepasst; die meisten Stämme reduzieren Fruktose nicht zu Mannit; Agmatin und Diole werden verstoffwechselt. |
| Lentilactobacillus      | Langsame Laktobazillen                                                                                   | Typ-Spezies: L. buchneri. Heterofermentativ, Vancomycin resistent, mesophilic, fermentiert ein breites Spektrum von Zuckern. Die meisten Lentilaktobazillen sind freilebend, verstoffwechseln Agmatine und setzen Laktat zu 1,2 Propanetiol um; viele Arten verstoffwechseln Glyzerin und 1,2 Propanediol zu Hydroxypropionat bzw. Propionat. L. senioris und L. kribbianus sind nur weitläufig mit anderen Lentilaktobazillen verwandt; beide Spezies wurden von Menschen oder Wirbeltieren isoliert, was auf einen Übergang von einem freilebenden Lebensstil zu einem Wirt-adaptierten Lebensstil hinweist. |

## Industrielle Bedeutung
Die Milchsäuregärung wird in der Lebensmittelindustrie vor allem bei der Herstellung von Milchprodukten wie Käse und Joghurt genutzt. Ohne Milchsäurebakterien gäbe es praktisch keine Milchprodukte. Aber auch bei der Herstellung von weiteren gesäuerten Lebens- und Futtermitteln sind sie beteiligt. Neben den Lactobacillus-Arten sind meistens noch andere Bakterienarten mitbeteiligt.
Arten von Lactobacillus und Pediococcus sind auch als Schädlinge in der Getränkeherstellung bekannt. Die Bildung von Milchsäure und anderen Produkten führt zu einer unerwünschten Säuerung und Geschmacksveränderung, z. B. bei Bier, Wein und Fruchtsäften. Auch bei erhitzter Trinkmilch (H-Milch, pasteurisierte Milch) sind die Laktobazillen unerwünscht, falls sie nach der Erhitzung durch Kontamination wieder in das Produkt gelangen.